# Steppevaraan
De steppevaraan (Varanus exanthematicus) is een hagedis uit de familie varanen (Varanidae).

## Naam en indeling
Andere benamingen zijn Afrikaanse steppevaraan of savannevaraan. De wetenschappelijke naam van de soort werd voor het eerst voorgesteld door Louis-Augustin Bosc d'Antic in 1792. Oorspronkelijk werd de naam Lacerta exanthematicus gebruikt.

## Uiterlijke kenmerken
Deze varaan blijft vrij klein in vergelijking met andere varanen en kan maximaal 1,5 meter lang worden inclusief de staart. De staart is langer dan het lichaam. Het aantal buikschubben varieert van 60 tot 110. De lichaamskleur is bruin tot grijs met gele vlekken op het lichaam die vervagen naarmate de hagedis ouder wordt. De staart is geel-bruin gebandeerd.
De steppevaraan is van andere soorten varanen te onderscheiden door de zeer grote en sterk zijdelings afgeplatte kop en de relatief korte nek. Ook heeft deze soort gladde maar knobbelige schubben en een relatief korte maar dikke staart. De staartschubben zijn sterk gekield.
Van de sterk gelijkende witkeelvaraan (Varanus albigularis) is de soort te onderscheiden doordat deze laatste soort meestal een tekening heeft, en alleen in zuidelijk Afrika voorkomt. Beide soorten lijken sterk op elkaar, de witkeelvaraan werd lange tijd beschouwd als een ondersoort van de steppevaraan.

## Verspreiding en habitat
De steppevaraan komt voor in een groot deel van Afrika en leeft in de landen Mauritanië, Senegal, Gambia, Guinee-Bissau, Guinee, Sierra Leone, Liberia, Mali, Ivoorkust, Burkina Faso, Ghana, Togo, Benin, Niger, Nigeria, Tsjaad, Kameroen, Centraal-Afrikaanse Republiek, Soedan, Ethiopië, Eritrea, Kenia, Oeganda, Congo-Kinshasa en Zimbabwe. De varaan is door de mens geïntroduceerd in de Verenigde Staten in de staat Florida.
De soort leeft in droge en schrale gebieden zoals steppen, dorre graslanden en halfwoestijnen, maar het dier zwemt graag en blijft meestal in de buurt van een waterpartij. De steppevaraan schuilt in holen onder rotsblokken die soms zelf gegraven worden maar meestal wordt een verlaten hol ingenomen of wordt in dichte vegetatie geschuild.
Door de internationale natuurbeschermingsorganisatie IUCN is de beschermingsstatus 'veilig' toegewezen (Least Concern of LC).

## Levenswijze

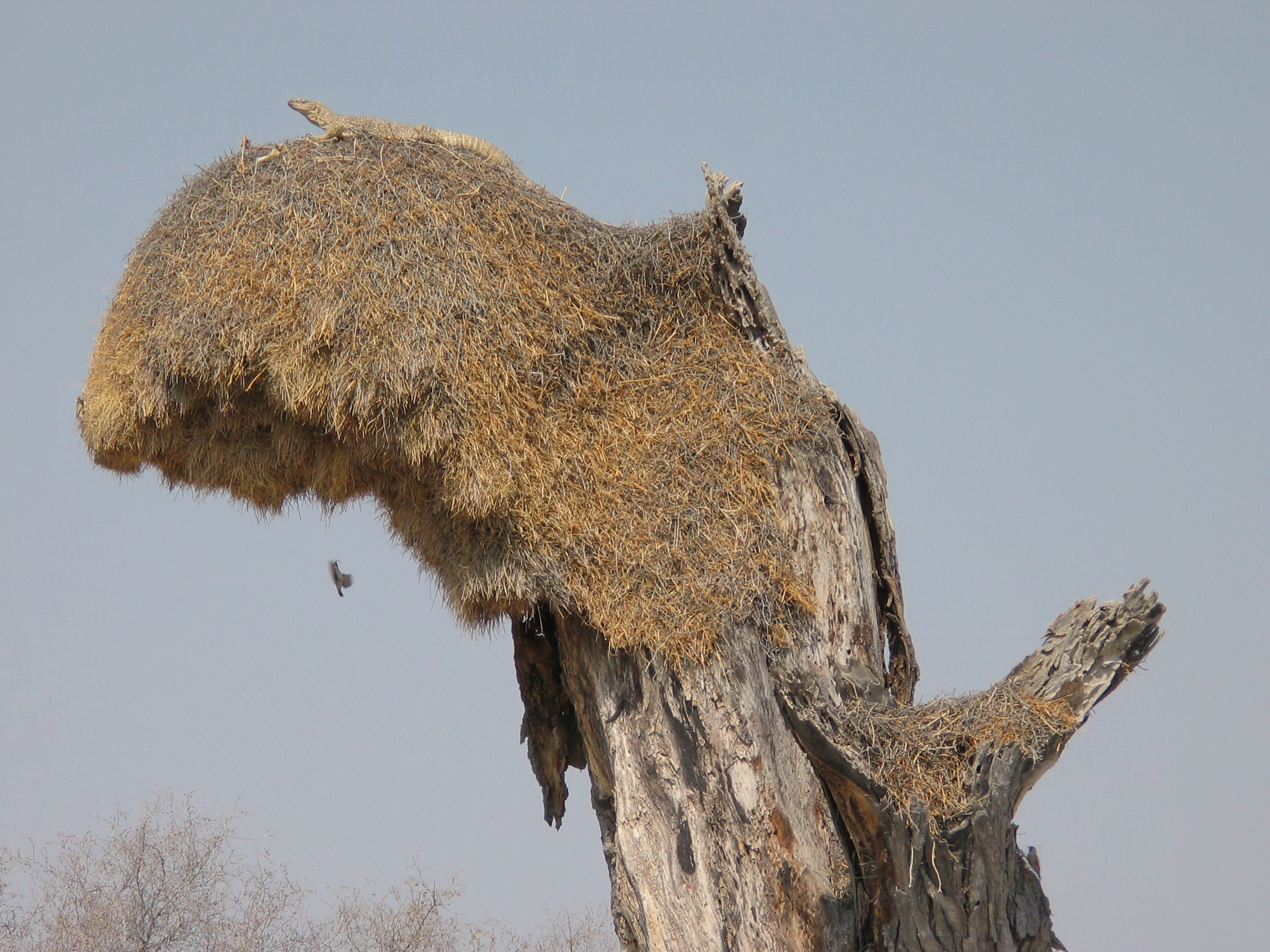
Een steppevaraan op een nest van wevervogels.

Het voedsel bestaat voornamelijk uit eieren, maar ook allerlei reptielen, vogels, kleine zoogdieren en grotere insecten worden gegeten. Een groot deel van het menu bestaat uit slakken. Uit recente onderzoeken is gebleken dat varanen actief speeksel hebben. Ze maken verbindingen aan in weefsels in de kaak die als een vergif werken op een gebeten prooidier.
Vijanden van deze varanen zijn (wurg)slangen en roofvogels. Met de grote en zware staart kan de varaan klappen uitdelen en ook de lange tanden in de bek kunnen beter vermeden worden. Er is bekend dat het dier zich soms dood houdt bij gevaar.